# Okręg wyborczy nr 20 do Senatu Rzeczypospolitej Polskiej
Okręg wyborczy nr 20 do Senatu Rzeczypospolitej Polskiej obejmuje obszar powiatów krośnieńskiego, świebodzińskiego i zielonogórskiego oraz miasta na prawach powiatu Zielonej Góry (województwo lubuskie). Wybierany jest w nim 1 senator na zasadzie większości względnej.
Utworzony został w 2011 na podstawie Kodeksu wyborczego. Po raz pierwszy zorganizowano w nim wybory 9 października 2011. Wcześniej obszar okręgu nr 20 należał do okręgu nr 8.
Siedzibą okręgowej komisji wyborczej jest Zielona Góra.

## Reprezentanci okręgu
| Rok  | Rok               | Senator           | Komitet wyborczy                                                           |
| ---- | ----------------- | ----------------- | -------------------------------------------------------------------------- |
|      | 2011              | Stanisław Iwan    | Platforma Obywatelska RP                                                   |
| 2015 | Waldemar Sługocki |                   | Platforma Obywatelska RP                                                   |
|      | 2019              | Robert Dowhan     | KKW Koalicja Obywatelska PO .N iPL Zieloni                                 |
|      | 2023              | Mirosław Różański | KKW Trzecia Droga Polska 2050 Szymona Hołowni – Polskie Stronnictwo Ludowe |

## Wyniki wyborów
Symbolem „●” oznaczono senatora ubiegającego się o reelekcję.

### Wybory parlamentarne 2011
| Kandydat                                                                                      | Kandydat             | Komitet wyborczy                           | Głosów | Głosów | Głosów |
| Kandydat                                                                                      | Kandydat             | Komitet wyborczy                           | Liczba | %      | +/–    |
| --------------------------------------------------------------------------------------------- | -------------------- | ------------------------------------------ | ------ | ------ | ------ |
|                                                                                               | Stanisław Iwan ●     | Platforma Obywatelska RP                   | 53 489 | 45,65  | –      |
|                                                                                               | Czesław Fiedorowicz  | Polskie Stronnictwo Ludowe                 | 25 753 | 21,98  | –      |
|                                                                                               | Piotr Barczak        | Prawo i Sprawiedliwość                     | 23 645 | 20,18  | –      |
|                                                                                               | Krzysztof Radkiewicz | KWW Unia Prezydentów – Obywatele do Senatu | 14 291 | 12,20  | –      |
| Frekwencja: 47,42% Liczba głosów ważnych: 117 178 (96,27%) Źródło: Państwowa Komisja Wyborcza |                      |                                            |        |        |        |

● Stanisław Iwan reprezentował w Senacie VII kadencji (2007–2011) okręg nr 8.

### Wybory parlamentarne 2015
| Kandydat                                                                                      | Kandydat          | Komitet wyborczy           | Głosów | Głosów | Głosów |
| Kandydat                                                                                      | Kandydat          | Komitet wyborczy           | Liczba | %      | +/–    |
| --------------------------------------------------------------------------------------------- | ----------------- | -------------------------- | ------ | ------ | ------ |
|                                                                                               | Waldemar Sługocki | Platforma Obywatelska RP   | 61 018 | 52,05  | +6,40  |
|                                                                                               | Stanisław Iwan ●  | Prawo i Sprawiedliwość     | 36 829 | 31,41  | +11,23 |
|                                                                                               | Mirosław Glaz     | Polskie Stronnictwo Ludowe | 19 389 | 16,54  | –5,44  |
| Frekwencja: 48,49% Liczba głosów ważnych: 117 236 (94,69%) Źródło: Państwowa Komisja Wyborcza |                   |                            |        |        |        |

### Wybory parlamentarne 2019
| Kandydat                                                                                      | Kandydat        | Komitet wyborczy                           | Głosów | Głosów | Głosów |
| Kandydat                                                                                      | Kandydat        | Komitet wyborczy                           | Liczba | %      | +/–    |
| --------------------------------------------------------------------------------------------- | --------------- | ------------------------------------------ | ------ | ------ | ------ |
|                                                                                               | Robert Dowhan●  | KKW Koalicja Obywatelska PO .N iPL Zieloni | 97 398 | 66,43  | +14,38 |
|                                                                                               | Zbigniew Kościk | Prawo i Sprawiedliwość                     | 49 219 | 33,57  | +2,16  |
| Frekwencja: 60,80% Liczba głosów ważnych: 146 617 (96,56%) Źródło: Państwowa Komisja Wyborcza |                 |                                            |        |        |        |

● Robert Dowhan reprezentował w Senacie IX kadencji (2015–2019) okręg nr 22.

### Wybory parlamentarne 2023
| Kandydat                                                                                      | Kandydat           | Komitet wyborczy                                                           | Głosów  | Głosów | Głosów |
| Kandydat                                                                                      | Kandydat           | Komitet wyborczy                                                           | Liczba  | %      | +/–    |
| --------------------------------------------------------------------------------------------- | ------------------ | -------------------------------------------------------------------------- | ------- | ------ | ------ |
|                                                                                               | Mirosław Różański  | KKW Trzecia Droga Polska 2050 Szymona Hołowni – Polskie Stronnictwo Ludowe | 104 047 | 59,15  | –      |
|                                                                                               | Grzegorz Maćkowiak | Prawo i Sprawiedliwość                                                     | 43 607  | 24,79  | –8,78  |
|                                                                                               | Rafał Adamczak     | Bezpartyjni Samorządowcy                                                   | 28 256  | 16,06  | –      |
| Frekwencja: 74,07% Liczba głosów ważnych: 175 910 (97,85%) Źródło: Państwowa Komisja Wyborcza |                    |                                                                            |         |        |        |